# Хадес
Хадес, наричан и Аѝд (от старогръцки: ᾍδης, Hadēs, първоначално Ἅιδης, Haidēs или Άΐδης, Aidēs) се отнася за бога на Подземното царство в древногръцката митология, както и за неговите владения. Римският му аналог е Плутон (от гръцки епитет, означаващ „Богатия“).
Хадес е син на титаните Кронос и Рея. Участва в титаномахията на страната на Зевс (бог – гръмовержец) и после те и брат им Посейдон (бог на моретата) си поделят света, при което на Хадес му се пада страната на мъртвите. Във връзка с това донякъде е възприеман и като бог на смъртта, въпреки че всъщност божеството, което непосредствено отговаря за нея, е Танатос. В митологията той предимно владее над душите на умрелите, но и по отношение на самата смърт има известна власт – има ключове, с които може да я отключва и заключва, а също и маска и шлем, с които е невидим, а щом смъртен ги сложи, става невидим за смъртта. Освен това и облеклото му говори за мощта и стремежа му да има под властта си духовете на починалите – носи наметало с ликовете на изтерзани човешки души.
Царство Аид е охранявано от свирепото и страховито куче Цербер, както и от други чудовища (Подземното царство има много входове). Влизането откъм входа, пазен от Цербер, е съвсем лесно, защото на влизане той пуска всеки, а само после никого не пуска да излезе. Вследствие на това някои от смъртните според митологията са били там и преди смъртта си – Тезей, Орфей, Херакъл, Одисей.
Съпруга на Хадес е Персефона (у римляните – Прозерпина), която той отвлича от майка ѝ Деметра. Зевс му заповядва да я пусне, но преди тя да напусне владенията му Хадес (вдъхновен от хитростта, дарена отХермес) ѝ дава да изяде няколко зрънца от нар – символ на брака, с което я омагьосва и тя вече не може нито да го забрави, нито да го изостави. Така тя започва да прекарва по половин година с него.